# Vredesweek
De Vredesweek is een week van bezinning en actie die jaarlijks plaatsvindt in de week van 21 september, de door de Verenigde Naties uitgeroepen Internationale Dag van de Vrede.
De Vredesweek in Nederland wordt georganiseerd sinds 1967. Het was een initiatief van het Interkerkelijk Vredesberaad (IKV) en daarmee van de gezamenlijke kerken. Het wordt sinds 2007 georganiseerd door PAX. Hoogtepunt vormt de Vredeszondag: de eerste zondag van de Vredesweek, maar ook de daarop volgende zondag behoort nog tot de Vredesweek. Deelnemende kerken houden gezamenlijke kerkdiensten en besteden aandacht aan het thema vrede en collecteren voor het vredeswerk. Ook buiten de kerk worden er talloze activiteiten georganiseerd. Daarnaast is 21 september, de Internationale Dag van de Vrede, een belangrijke dag in de Vredesweek. In 2024 werd de Vredesweek van 14 t/m 22 september gehouden. In 2025 vindt de Vredesweek plaats van 20 t/m 28 september.

## Thema's
De Vredesweek heeft ieder jaar een thema, dat samenhangt met actuele vredesvraagstukken. In de jaren 70 en 80 waren dat het (kern)wapenvraagstuk en het Oost-Westconflict. In de Vredesweek van september 1977 ging de meerjarige campagne Help de kernwapens de wereld uit, om te beginnen in Nederland van start, die veel media-aandacht en sympathie genereerde (aan de massademonstraties in Amsterdam in 1981 en in Den Haag in 1983 namen ca. 500.000 mensen deel). In de jaren 90 waren er thema's die samenhingen met het opkomende nationalisme in Oost-Europa en de oorlog op de Balkan. Vanaf 1997 (2000, 2001, 2002, 2005 en 2006 enz.) keren regelmatig thema's terug die te maken hebben met religie en conflict, en die ook de eigen samenleving raken. Het motto van de Vredesweek 2002, ‘Religie en geweld, Ontmoeting van culturen!’, was bijvoorbeeld een reactie op de theorie van Samuel Huntington, die vond dat '9/11' liet zien dat er in de wereld een onvermijdelijke 'clash of civilisations' gaande was.
De Vredesweek 2012 had als motto ‘Powered by Peace’ en wilde een einde aan geweld en onrecht rond het delven van grondstoffen. Olie, steenkool, goud en andere grondstoffen zijn vaak de oorzaak van conflict in plaats van een bron van welvaart en vrede.

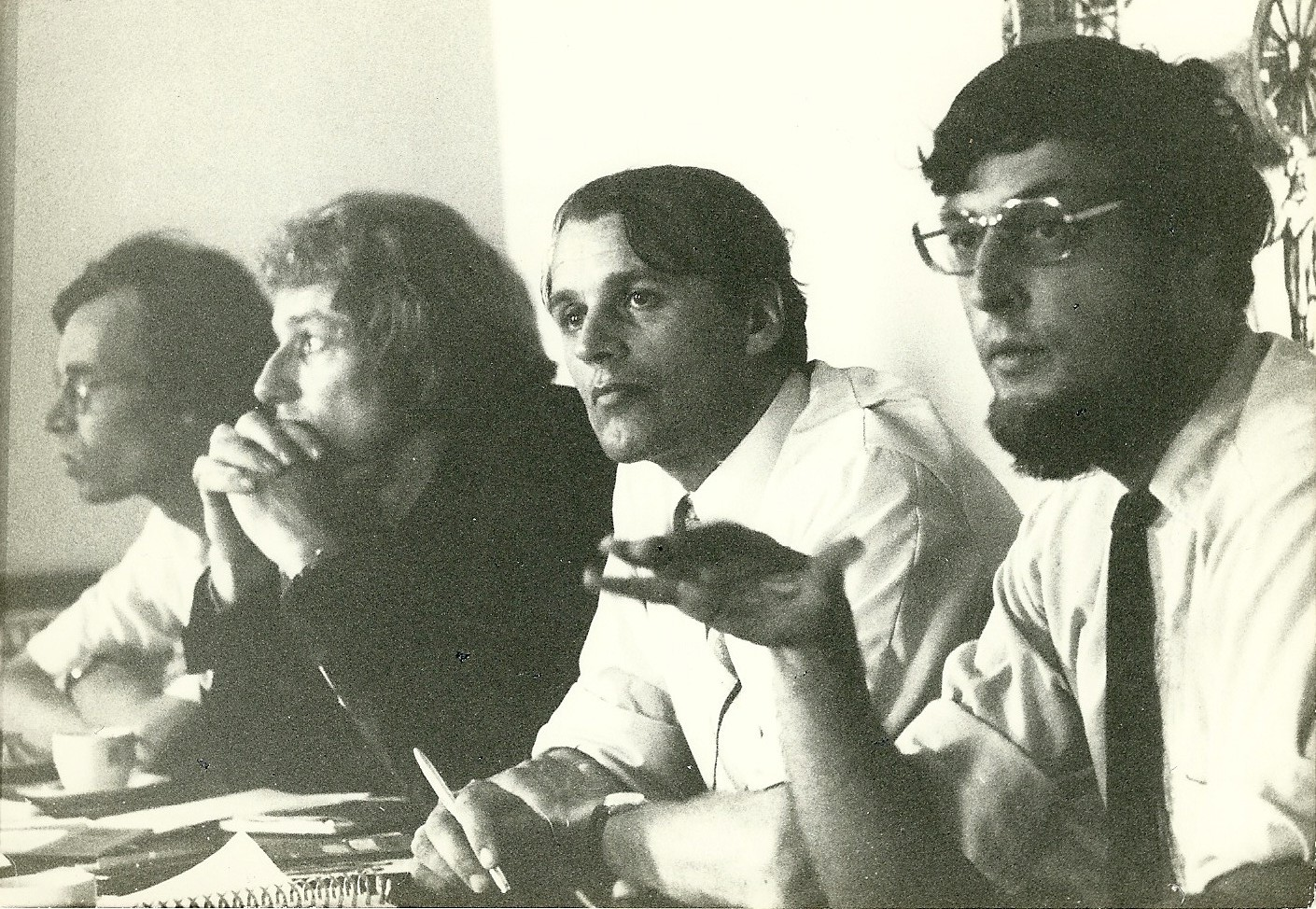
Persconferentie voorafgaande aan de Vredesweek 1977 waar de campagne "Help de kernwapens de wereld uit, om te beginnen uit Nederland" gelanceerd werd. V.l.n.r. Laurens Hogebrink, Mient Jan Faber, ds. Jan van Veen en Philip Everts

In 2018 riep de Wereldraad van Kerken al haar aangesloten kerken, geloofsgemeenschappen en maatschappelijke organisaties in de wereld op om van 16-23 september gezamenlijk een week van Gebed voor Vrede te houden voor allen in Palestina en Israël, met name voor de jongeren en kinderen.

### Thema's vanaf 1967
- 1967: Geen spreiding van kernwapens, wel spreiding van welvaart (Eerste Vredesweek)
- 1968: Europa: vrede, verzoening, veiligheid
- 1969: Geen liefdadigheid, maar gerechtigheid
- 1970: Wereld in steigers - Verenig de naties
- 1971: 'Vrede'. Met alle geweld?
- 1972: De toekomst van Europa
- 1973: De vrede bij u thuis
- 1974: Nieuwe wapenfeiten
- 1975: Weg van honger en geweld
- 1976: Bedreigd bestaan
- 1977: Help de kernwapens de wereld uit - om te beginnen uit Nederland (met het 'Manifest tegen de kernwapens'; start van een veeljarige campagne)

(Na 1977 behield de Vredesweek een aantal jaren hetzelfde thema als in 1977, toch moeten voor een aantal jaren tot 1991 de gegevens nog worden aangevuld.)
- 1991: Aangevochten vrede (Golfoorlog was in voorbereiding)
- 1992: Steun de vredesstichters!
- 1993: Verzoening van herinneringen.
- 1994: Europa vlucht.
- 1995: Tussen droom en werkelijkheid
- 1996: Verzoening: van kerken en volken in Europa.
- 1997: Uit op verzoening (thema van de Kerkendag van de Raad van Kerken). Het thema van de openingsbijeenkomst was: De strijd om een houdbare multiculturele samenleving.
- 1998: Bedreigd Bestaan met een focus op 'kijken naar geweld' in de internationale en nationale samenleving.
- 1999: Gedeelde veiligheid. Beginnen met vrede.
- 2000: Vrede voor de stad, met een theologische uitwerking naar de 'Stad van Vrede' van Augustinus en concrete uitwerkingen naar gevoelens van onveiligheid in onze eigen steden en de politieke en religieuze toekomst van de stad Jeruzalem.
- 2001: Religie en geweld. Geloven in vrede.
- 2002: Religie en geweld. Ontmoeting van culturen!
- 2003: Vrede. Werk in uitvoering.
- 2004: Bewegen naar vrede. Stappen tegen geweld.
- 2005: Wij en zij? Samen verder! (Met een uitwerking naar Adventstochten voor vrede in samenwerking met de KRO).
- 2006: De ander, dat ben jij!
- 2007: Vechten voor vrede.
- 2008: Kiezen voor vrede.
- 2009: Naar een nieuw klimaat voor vrede.
- 2010: Buurten voor vrede.
- 2011: Elk mens een veilig bestaan.
- 2012: Powered by Peace (Van grond voor conflict naar bron van vrede)
- 2013: Act for Peace (met speciale aandacht voor vredesactivisme in Syrië)
- 2014: Wapen je met vrede (met 'ontwapening' als overkoepelend thema)
- 2015: Vrede verbindt (met 'moedige bruggenbouwers' als overkoepelend thema)
- 2016: Vrede verbindt met een focus op Syrië en vluchtelingen
- 2017: De kracht van verbeelding
- 2018: Generaties voor vrede
- 2019: Vrede verbindt over grenzen
- 2020: Vrede verbindt verschil
- 2021: Inclusief samenleven
- 2022: Generatie vrede
- 2023: (On)Vrede, en nu?
- 2024: Samen voor Vrede. Nu!

## Publicaties
Er zijn twee belangrijke publicaties. PAX geeft de Vredeskrant uit, op breed publiek gericht. De krant kende einde jaren zeventig een oplage van vele honderdduizenden exemplaren. Tegenwoordig zijn dat er enkele tienduizenden. Laurens Hogebrink was jarenlang hoofdredacteur van de krant.
Daarnaast geeft PAX de "PAX Vieren" (voorheen de "Liturgiekrant voor kerk en school") uit. In dat magazine zijn aan de hand van het oecumenisch bijbelleesrooster van die beide zondagen gebeden, liederen en een beeldmeditatie te vinden, alsook allerlei voor onderwijsgevenden om de Vredesweek vanaf begin mei voor te kunnen bereiden. Vanaf 1994-2007 was Gied ten Berge hoofdredacteur van de Liturgiekrant. Deze groeide als werkkrant voor kerkelijke werkers en onderwijsgevenden vanaf midden jaren 90 van 4000 naar 7000 exemplaren en vormt zo voor de kerkelijke vredesorganisaties een belangrijke entree in kerken en scholen. Een brede redactie, geleid door PAX, verzorgt de krant vanaf 2007.

## Ambassades van Vrede
Vanaf 2011 richt PAX door het hele land Ambassades van Vrede op. Dit zijn lokale actiegroepen die tijdens de Vredesweek verschillende activiteiten organiseren voor hun buurtbewonders, met als doel zo veel mogelijk mensen te betrekken bij en te activeren voor vredesvraagstukken. Elk jaar wordt er een bekend boegbeeld aangetrokken als 'Ambassadeur van Vrede'. Achtereenvolgens waren dat schrijver en oud-politicus Jan Terlouw, bijgestaan door Petra Stienen die in 2012 het stokje doorgaven aan Jörgen Raymann en Merlijn Twaalfhoven. Vanaf 2014 maakten zij plaats voor zanger Tim Akkerman. In 2015 werd schrijver en cabaretier Vincent Bijlo de laatste nationale 'Ambassadeur van Vrede'. Daarna hebben Ambassades van Vrede nog wel gewerkt met lokale ambassadeurs van vrede.

## Walk of Peace en PAX Power to the People
Zelf organiseert PAX twee evenementen tijdens de Vredesweek. De Walk of Peace is een wandeling van en voor vrede in verschillende steden in Nederland. In Utrecht vindt sinds 2020 PAX Power to the People plaats: een festival in het teken van activisme.